# Drvenik
Drvenik je manjše priobalno ribiško naselje na hrvaškem v občini Gradac.

## Geografija
Drvenik leži v vznožju strmih grebenov gorskega masiva Biokova ob magistralni cesti Split - Dubrovnik okoli 30 km jugovzhodno od Makarske v zalivu Donja uvala. Obala okoli naselja je členovita s celim nizom majhnih zalivčkov ter je dobro zaščitena pred vplivi severnih vetrov. Kraj je celo leto s trajektno linijo preko Sućuraja povezan z otokom Hvarom, v poletni sezoni pa še preko Dominča s Korčulo.

### Pristan
Naselje ima dve manjši pristanišči. Severno je podobno velikemu mandraču s splavno drčo na koncu. Globina morja pri valobranu je do 3 m, ob pomolu pa 3,5 m. Južno, trajektno pristanišče ščiti 50 m dolg valobran, na koncu katerega je svetilnik. Globina morja pri valobranu je 3,7 m. To pristanišče je odprto južnim vetrovom.
Iz pomorske karte je razvidno, da svetilnik oddaja svetlobni signal: Z Bl 2s. Nazivni domet svetilnika je 3 milje.

## Zgodovina
Na kopastem hribu severno od naselja so ostanki obzidja z obrambnim stolpom iz 17. stoletja. V naselju stoji gotska cerkev sv. Jurja, ki je bila kasneje preurejena v baročnem slogu. V zidovih cerkve so vzidane srednjeveške nagrobne plošče.

## Gospodarstvo
Najvažnejša gospodarska dejavnost je turizem in ribolov.

## Demografija
| Pregled števila prebivalcev po letih | Pregled števila prebivalcev po letih | Pregled števila prebivalcev po letih | Pregled števila prebivalcev po letih | Pregled števila prebivalcev po letih | Pregled števila prebivalcev po letih | Pregled števila prebivalcev po letih | Pregled števila prebivalcev po letih | Pregled števila prebivalcev po letih | Pregled števila prebivalcev po letih | Pregled števila prebivalcev po letih | Pregled števila prebivalcev po letih | Pregled števila prebivalcev po letih | Pregled števila prebivalcev po letih | Pregled števila prebivalcev po letih |
| ------------------------------------ | ------------------------------------ | ------------------------------------ | ------------------------------------ | ------------------------------------ | ------------------------------------ | ------------------------------------ | ------------------------------------ | ------------------------------------ | ------------------------------------ | ------------------------------------ | ------------------------------------ | ------------------------------------ | ------------------------------------ | ------------------------------------ |
| 1857                                 | 1869                                 | 1880                                 | 1890                                 | 1900                                 | 1910                                 | 1921                                 | 1931                                 | 1948                                 | 1953                                 | 1961                                 | 1971                                 | 1981                                 | 1991                                 | 2001                                 |
| 544                                  | 583                                  | 609                                  | 716                                  | 753                                  | 777                                  | 758                                  | 765                                  | 599                                  | 570                                  | 517                                  | 513                                  | 461                                  | 509                                  | 500                                  |